# Villa Wertheimstein
La villa Wertheimstein est une maison de Vienne dans le quartier de Döbling (Döblinger Hauptstraße 96) où Josephine von Wertheimstein et sa fille Franziska ont tenu leurs salons littéraires. Le bâtiment abrite aujourd'hui le Musée de Döbling (Bezirksmuseum Döbling) à côté du parc qui porte le nom du parc Wertheimstein.
L'industriel Rudolf von Arthaber acquiert la maison en 1833, qui avait été la propriété du monastère de "Tullnerhof". Il la transforme en 1834 et 1835 dans le style Biedermeier et y installe sa collection de peinture.
Après la mort d'Arthabers en 1867 et la vente aux enchères de sa collection, Leopold von Wertheimstein, banquier pour les Rothschild, et son épouse Josephine achètent la maison en 1870. Cet achat est maintenant possible grâce à l'émancipation des Juifs en Autriche-Hongrie en 1867. Elle y rouvre son salon où se réunissent les personnalités libérales de Vienne. Leur fille Franziska y participe aussi grandement. Le poète Ferdinand von Saar, amoureux de Franziska, entretient avec elles une abondante correspondance sur trois décennies. Le salon qu'ont fréquenté Eduard von Bauernfeld et bien d'autres artistes est restée comme à son époque. Ferdinand von Saar meurt dans la villa en 1906. En 1908, Franziska von Wertheimstein lègue à la ville de Vienne la maison et le parc à côté.

## Source, notes et références
- (de) Cet article est partiellement ou en totalité issu de l’article de Wikipédia en allemand intitulé « Villa Wertheimstein » (voir la liste des auteurs).